# Mitchell te Vrede
Mitchell te Vrede (Amstelveen, 1991. augusztus 7. –) suriname-i válogatott labdarúgó.

## Pályafutása

### Klubcsapatokban
Az amszterdami AFC csapatában kezdett futballozni, majd 2008-ban csatlakozott az AZ Alkmaar akadémiájához. A 2010–2011-es szezonban az első csapat keretének tagja volt, de nem mutatkozott be. 2011-ben kétéves szerződést kötött az Excelsiorral.
A 2012–2013-as szezon kezdete előtt a Feyenoordhoz igazolt, ahol szintén kétéves szerződést írt alá, további két évre szóló opcióval. A csapatban többnyire Graziano Pellè cseréje volt. 2014-ben a Feyenoord aktiválta a vásárlási opciót, így még két évig a klubnál maradt. Részt vett a klub sikeres 2014–2015-ös Európa-liga szereplésében, ahol a csapat megnyerte csoportját, többek között a Sevilla elleni hazai 2–0-s győzelemmel és a Standard de Liège elleni idegenbeli 3–0-s sikerrel. Az egyenes kieséses szakaszban a Roma elleni 1–1-es idegenbeli döntetlent követően a hazai visszavágón 2–1-es vereséget szenvedtek, ahol Te Vrede piros lapot kapott.
2015 augusztusában kétéves szerződést kötött a Heerenveennel, egyéves hosszabbítási opcióval. A fríz klub körülbelül 500 000 eurót fizetett az átigazolásért. 2017 januárjában a török Bolusporhoz igazolt másfél évre, de 2017 októberében felbontották a szerződését. A 2017–2018-as szezon téli szünetében a NAC Bredához csatlakozott, ahol Sadiq Umarral versengett a kezdőcsapatba kerülésért. Az NAC kiesése után, 2019 júniusában a szaúd-arábiai El-Fateh csapatához igazolt. 2021. augusztus 11-én az Abhához, majd 2022. július 30-án az Al-Dhafrához szerződött szabadon igazolhatóként.

### A válogatottban
Hollandiában született, suriname-i származású. Egy mérkőzés erejéig pályára lépett a holland U18-as válogatottban: 2009. április 1-jén, egy barátságos mérkőzés során Törökország ellen, amelyet csapata 3–0-ra megnyert, Te Vrede a 65. percben Rick ten Voorde-t váltotta.
2021 májusában bejelentették, hogy jogosult a suriname-i válogatottban való szereplésre, és jelezte, hogy rendelkezésre áll Dean Gorré szövetségi kapitány hívására. 2021. június 4-én, egy Bermuda elleni világbajnoki selejtező mérkőzésen mutatkozott be Suriname színeiben, amelyen csapata 6–0-s győzelmet aratott.

## Magánélete
2017. április 3-án török médiumok arról számoltak be, hogy rákos megbetegedéssel küzd. Aznap este a holland De Telegraaf napilapnak nyilatkozva Te Vrede elmondta, hogy heréjében találtak egy daganatot, de azt sebészileg eltávolították, mivel még nem alakultak ki áttétek.

## Statisztika

### Klubcsapatokban
2024. január 3-i állapot szerint.
| Klub             | Szezon           | Bajnokság                | Bajnokság | Bajnokság | Kupa  | Kupa  | Egyéb | Egyéb | Összes | Összes |
| Klub             | Szezon           | Liga                     | Mérk.     | Gólok     | Mérk. | Gólok | Mérk. | Gólok | Mérk.  | Gólok  |
| ---------------- | ---------------- | ------------------------ | --------- | --------- | ----- | ----- | ----- | ----- | ------ | ------ |
| Excelsior        | 2011–12          | Eredivisie               | 19        | 2         | 2     | 1     | 0     | 0     | 21     | 3      |
| Feyenoord        | 2012–13          | Eredivisie               | 1         | 0         | 0     | 0     | 0     | 0     | 1      | 0      |
| Feyenoord        | 2013–14          | Eredivisie               | 14        | 4         | 1     | 1     | 0     | 0     | 15     | 5      |
| Feyenoord        | 2014–15          | Eredivisie               | 20        | 7         | 1     | 0     | 7     | 3     | 28     | 10     |
| Feyenoord        | Összesen         | Összesen                 | 35        | 11        | 2     | 1     | 7     | 3     | 44     | 15     |
| Heerenveen       | 2015–16          | Eredivisie               | 28        | 10        | 0     | 0     | 0     | 0     | 28     | 10     |
| Boluspor         | 2016–17          | TFF 1. Lig               | 5         | 0         | 2     | 1     | 0     | 0     | 7      | 1      |
| Boluspor         | 2017–18          | TFF 1. Lig               | 4         | 0         | 1     | 1     | 0     | 0     | 5      | 1      |
| Boluspor         | Összesen         | Összesen                 | 9         | 0         | 3     | 1     | 0     | 0     | 12     | 2      |
| NAC Breda        | 2017–18          | Eredivisie               | 11        | 3         | 0     | 0     | 0     | 0     | 11     | 3      |
| NAC Breda        | 2018–19          | Eredivisie               | 30        | 10        | 1     | 0     | 0     | 0     | 31     | 10     |
| NAC Breda        | Összesen         | Összesen                 | 41        | 13        | 1     | 0     | 0     | 0     | 42     | 13     |
| El-Fateh         | 2019–20          | Szaúd-arábiai Pro League | 26        | 12        | 2     | 1     | 0     | 0     | 28     | 13     |
| El-Fateh         | 2020–21          | Szaúd-arábiai Pro League | 22        | 13        | 3     | 0     | 0     | 0     | 25     | 13     |
| El-Fateh         | Összesen         | Összesen                 | 48        | 25        | 5     | 1     | 0     | 0     | 53     | 26     |
| Abhá             | 2021–22          | Szaúd-arábiai Pro League | 28        | 5         | 1     | 0     | 0     | 0     | 29     | 5      |
| Al Dhafra        | 2022–23          | UAE Pro League           | 10        | 2         | 4     | 0     | 0     | 0     | 14     | 2      |
| Gol Gohar Sirjan | 2023–24          | Persian Gulf Pro League  | 8         | 0         | 0     | 0     | 0     | 0     | 8      | 0      |
| Karrier összesen | Karrier összesen | Karrier összesen         | 226       | 68        | 18    | 5     | 7     | 3     | 251    | 76     |

Jegyzetek
1. ↑  Mérkőzése(i) a Bajnokok Ligájában: (két mérkőzés; egy gól) és az Európa Ligában (öt mérkőzés; két gól)

### A válogatottban
2024. december 29-i állapot szerint.
| Suriname | Suriname | Suriname |
| Év       | Mérk.    | Gólok    |
| -------- | -------- | -------- |
| 2021     | 2        | 0        |
| 2022     | 1        | 1        |
| 2023     | 3        | 1        |
| Összesen | 6        | 2        |

#### Góljai a suriname-i válogatottban
2024. december 29-i állapot szerint.
 megjegyzés Az eredmények a suriname-i válogatott szemszögéből értendők.
| #  | Dátum                | Ellenfél  | Eredmény | Kiírás                   | Esemény         |
| -- | -------------------- | --------- | -------- | ------------------------ | --------------- |
| 1. | 2022. szeptember 22. | Nicaragua | 2 – 1    | Barátságos mérkőzés      | 25' 62'         |
| 2. | 2023. szeptember 8.  | Grenada   | 1 – 1    | CONCACAF Nemzetek ligája | a szünetben 86' |

## Fordítás
- Ez a szócikk részben vagy egészben  a   Mitchell te Vrede című angol Wikipédia-szócikk ezen változatának fordításán alapul.  Az eredeti cikk szerkesztőit annak laptörténete sorolja fel. Ez a jelzés csupán a megfogalmazás eredetét és a szerzői jogokat jelzi, nem szolgál a cikkben szereplő információk forrásmegjelöléseként.

#### Közösségi platformok
- Mitchell te Vrede az Instagramon

#### Egyéb weboldalak
- Mitchell te Vrede adatlapja a Transfermarkt oldalán (angolul)
- Mitchell te Vrede adatlapja a Soccerway oldalon (angolul)
- Mitchell te Vrede adatlapja a National Football Teams oldalán (angolul)
- Mitchell Te Vrede pályafutásának statisztikái a Soccerbase oldalon (angolul)

- [https://www.worldfootball.net/player_summary/mitchell-te-vrede/ mitchell-te-vrede/ Mitchell te Vrede] adatlapja a worldfootball.net oldalon (angolul)